# Rob Cavallo
Rob Cavallo – producent muzyczny, pracujący dla wytwórni Reprise Records.
Cavallo urodził się w Waszyngtonie; jego ojciec Bob Cavallo pracował w przemyśle muzycznym jako menadżer. Kiedy młody Rob miał około 10 lat, wyprowadził się razem z rodziną do Los Angeles. Jako nastolatek grał w lokalnych zespołach, a po ukończeniu szkoły wyższej zaczął pracować w wytwórni muzycznej jako dźwiękowiec. We wczesnych latach 90. rozpoczął pracę z zespołem The Muffs jako producent.
Największym sukcesem Cavalla było rozpoczęcie współpracy z zespołem Green Day dla wytwórni Reprise. Po przesłuchaniu taśmy demonstracyjnej w swoim samochodzie, od razu postanowił zająć się zespołem. Radość z tego faktu była obopólna, gdyż członkowie Green Day byli bardzo zadowoleni z pracy, jaką Cavallo włożył w albumy The Muffs.
Cavallo jest głównym producentem zespołu Green Day. Był współproducentem prawie każdego ich albumu od bestsellerowego Dookie, po American Idiot. Cavallo wyprodukował także nagrania dla zespołów Jawbreaker, Goo Goo Dolls, Chrisa Isaaka, Paramorei Alanis Morissette, do tego parę soundtracków.
Cavallo był również współproducentem trzeciego albumu My Chemical Romance noszącego nazwę The Black Parade, który został wydany 23 października 2006.
Cavallo jest także producentem dwóch ostatnich albumów amerykańskiego hardrockowego zespołu Shinedown: The Sound Of Madness wyd. w 2008 roku oraz Amaryllis, który miał premierę w marcu 2012 roku i zadebiutował ma 4. miejscu listy „Billboard 200” oraz na pierwszych miejscach list: Billboard Alternative Albums Chart, Billboard Rock Albums Chart i Billboard Hard Rock Albums Chart.
Lider i zarazem wokalista Brent Smith, jak i pozostali członkowie grupy, we wszystkich wywiadach bardzo chwalą współpracę z Robem Cavallo zarówno podczas nagrywanie poprzedniego, jak i ostatniego albumu.

## Dyskografia (wybór)

### Dave Matthews Band
- Big Whiskey and the GrooGrux King (2009)

### Flashlight Brown
- My Degeneration (2003)

### Green Day
- Dookie (1994)
- Insomniac (1995)
- Nimrod (1997)
- Warning (2000)
- International Superhits! (2001)
- Shenanigans (2002)
- American Idiot (2004)

### Goo Goo Dolls
- Dizzy up the Girl (1998)
- Gutterflower (2002)

### Jawbreaker
- Dear You (1995)

### Jewel
- Goodbye Alice in Wonderland (2006)

### Less Than Jake
- Anthem (2003)

### Alanis Morissette
- Uninvited (1998)

### Sixpence None the Richer
- Divine Discontent (2002)

### My Chemical Romance
- The Black Parade (2006)
- Danger Days... (2010)

### Avril Lavigne
- The Best Damn Thing (2007) (tylko ballady)

### Paramore
- Brand New Eyes (2009)

### Shinedown
- The Sound Of Madness (2008)
- Amaryllis (2012)

### Inne
- Rent: The Motion Picture (soundtrack) (2005)